# Alfonso Ugarte (distrito)
Alfonso Ugarte é um dos dez distrito da província de Sihuas, situada na região de Ancash.

## Transporte
O distrito de Alfonso Ugarte é servido pela seguinte rodovia:
- PE-12B, que liga a cidade de Huayllabamba ao distrito de Tayabamba (Região de La Libertad)
- PE-12A, que liga a cidade de La Pampa ao distrito de Uchiza (Região de San Martín) [2][3][4]